# Torre de Mari Juan (Tudela)
La Torre de Mari Juan era una atalaya de Tudela (Navarra) que se situaba en el lado oriental del antiguo camino a Arguedas a unos 7 km de la ciudad, en frente del puente de Murillo de las Limas. Estaba ubicado en un cerro muy escarpado próximo al barranco de su mismo nombre. Pertenecía al Castillo de Mirapeix.

## Descripción
Era probablemente la torre tudelana de construcción más fuerte. Fue un auténtico castillo con recinto amurallado. En la actualidad sólo se conservan los cimientos de la torre de vigilancia y unos metros de muralla. Su trazado original puede distinguirse todavía por el rastro de piedras esparcidas en el suelo, y que delimita lo que debió ser el recinto.

## Historia y cronología de construcción
El origen de este castillo es desconocido aunque, por su situación al norte de la ciudad, parece tener un origen musulmán. Pudo construirse para vigilar y frenar el avance cristiano hacia Tudela, al estar situado en una posición de frontera. Estaba colocada en un lugar preeminente y enriscado, y su función fue claramente la defensa contra los ataques de los navarros.
Probablemente cayó en manos cristianas a finales del siglo XI, en una época en la cual los cristianos estaban estrechando el cerco para hacer caer la importante plaza musulmana de Tudela. Pudo ocurrir cuando Sancho Ramírez tomó Arguedas en el año 1084. A principios del siglo XIV (en 1315) estaba ya en estado ruina, debido a que por entonces había perdido ya su función defensiva. Fue derribada hacia 1740 (sus piedras fueron aprovechadas para construir un puente en el camino Tudela-Pamplona sobre el barranco de Murillo de las Limas).